# Sint-Norbertuskerk (Landen)

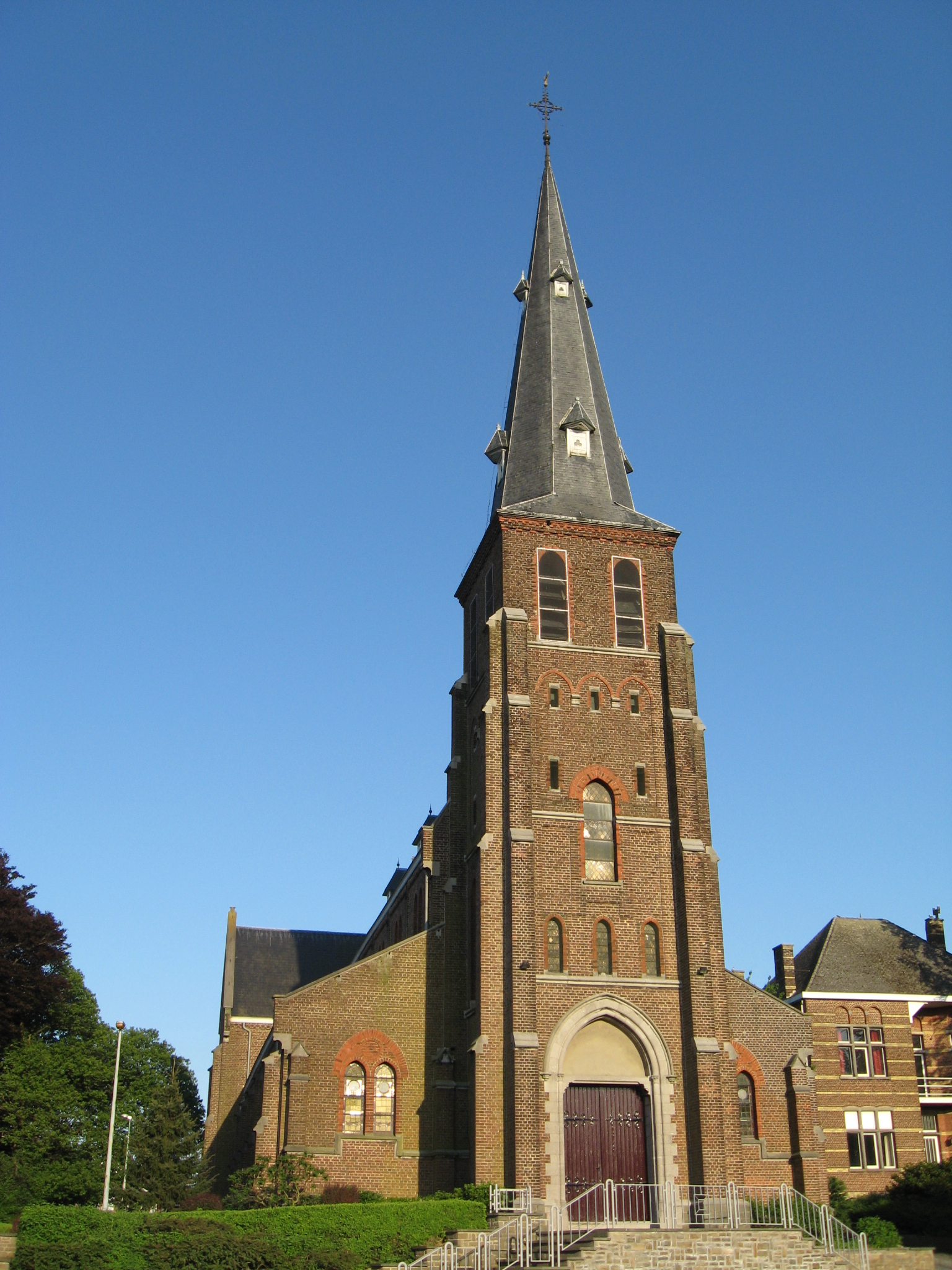
Sint-Norbertuskerk

De Sint-Norbertuskerk is een parochiekerk in de Vlaams-Brabantse plaats Landen, gelegen aan de Sint-Norbertusstraat.

## Geschiedenis
In 1858 werd het Station Landen geopend en er ontstond een groeiende wijk ten zuiden van dit station, waar in 1907 een kerk werd gebouwd in opdracht van de Norbertijnen van de Abdij van Park te Heverlee, naar ontwerp van Eduard Van Beygarden. De parochie werd in 1921 officieel erkend.

## Gebouw
Het betreft een neogotisch basilicaal bakstenen kerkgebouw met driezijdig afgesloten koor en voorgebouwde westtoren die vier geledingen telt. De kerk heeft een niet-uitspringend transept.

## Interieur
Het interieur wordt overkluisd door een houten spitstongewelf. Het orgel is van 1937 en werd vervaardigd door J.B. D'Hondt. Het kerkmeubilair stamt voornamelijk uit de 1e helft van de 20e eeuw.